# (4203) Brucato
(4203) Brucato ist ein Hauptgürtelasteroid, der am 26. März 1985 von Carolyn Shoemaker vom Palomar-Observatorium aus entdeckt wurde.
Der Asteroid wurde nach Robert J. Brucato benannt, dem stellvertretenden Direktor des Palomar-Observatoriums.